# بيمبا (موزمبيق)
بيمبا هي مدينة، في موزمبيق، تتبع محافظة كابو ديلغادو ، وهي عاصمتها، بلغ عدد سكانها 141,316 نسمة في 2007، تبلغ مساحتها 19,790,000 متر مربع (19.79 كـم2).

## المناخ
يظهر الجدول التالي التغييرات المناخية على مدار السنة لبيمبا:
| البيانات المناخية لـبيمبا                                        | البيانات المناخية لـبيمبا | البيانات المناخية لـبيمبا | البيانات المناخية لـبيمبا | البيانات المناخية لـبيمبا | البيانات المناخية لـبيمبا | البيانات المناخية لـبيمبا | البيانات المناخية لـبيمبا | البيانات المناخية لـبيمبا | البيانات المناخية لـبيمبا | البيانات المناخية لـبيمبا | البيانات المناخية لـبيمبا | البيانات المناخية لـبيمبا | البيانات المناخية لـبيمبا |
| الشهر                                                            | يناير                     | فبراير                    | مارس                      | أبريل                     | مايو                      | يونيو                     | يوليو                     | أغسطس                     | سبتمبر                    | أكتوبر                    | نوفمبر                    | ديسمبر                    | المعدل السنوي             |
| ---------------------------------------------------------------- | ------------------------- | ------------------------- | ------------------------- | ------------------------- | ------------------------- | ------------------------- | ------------------------- | ------------------------- | ------------------------- | ------------------------- | ------------------------- | ------------------------- | ------------------------- |
| الدرجة القصوى °م (°ف)                                            | 34.5 (94.1)               | 34.5 (94.1)               | 36.0 (96.8)               | 33.4 (92.1)               | 33.5 (92.3)               | 31.5 (88.7)               | 30.6 (87.1)               | 31.8 (89.2)               | 33.4 (92.1)               | 33.6 (92.5)               | 35.2 (95.4)               | 35.7 (96.3)               | 36.0 (96.8)               |
| متوسط درجة الحرارة الكبرى °م (°ف)                                | 30.8 (87.4)               | 30.9 (87.6)               | 30.8 (87.4)               | 30.4 (86.7)               | 29.5 (85.1)               | 28.3 (82.9)               | 27.7 (81.9)               | 27.8 (82.0)               | 28.7 (83.7)               | 29.5 (85.1)               | 30.4 (86.7)               | 30.8 (87.4)               | 29.6 (85.3)               |
| متوسط درجة الحرارة الصغرى °م (°ف)                                | 23.2 (73.8)               | 23.1 (73.6)               | 22.8 (73.0)               | 22.0 (71.6)               | 20.3 (68.5)               | 18.6 (65.5)               | 18.2 (64.8)               | 19.6 (67.3)               | 19.8 (67.6)               | 21.6 (70.9)               | 23.0 (73.4)               | 23.5 (74.3)               | 21.3 (70.3)               |
| أدنى درجة حرارة °م (°ف)                                          | 21.5 (70.7)               | 21.4 (70.5)               | 21.7 (71.1)               | 20.0 (68.0)               | 18.3 (64.9)               | 16.9 (62.4)               | 16.9 (62.4)               | 16.5 (61.7)               | 18.5 (65.3)               | 20.0 (68.0)               | 21.5 (70.7)               | 21.4 (70.5)               | 16.5 (61.7)               |
| الهطول مم (إنش)                                                  | 146.4 (5.76)              | 156.0 (6.14)              | 202.2 (7.96)              | 122.0 (4.80)              | 32.4 (1.28)               | 15.0 (0.59)               | 11.3 (0.44)               | 7.9 (0.31)                | 2.2 (0.09)                | 11.3 (0.44)               | 41.6 (1.64)               | 124.5 (4.90)              | 872.8 (34.36)             |
| متوسط أيام هطول الأمطار (≥ 1.0 mm)                               | 11.0                      | 10.4                      | 12.6                      | 9.4                       | 3.2                       | 2.4                       | 1.6                       | 1.2                       | 0.6                       | 1.5                       | 3.6                       | 8.4                       | 65.9                      |
| متوسط الرطوبة النسبية (%)                                        | 80                        | 82                        | 81                        | 76                        | 74                        | 72                        | 71                        | 71                        | 72                        | 73                        | 74                        | 77                        | 75                        |
| ساعات سطوع الشمس الشهرية                                         | 201.5                     | 175.2                     | 201.5                     | 216.0                     | 238.7                     | 225.0                     | 226.3                     | 260.4                     | 261.0                     | 288.3                     | 276.0                     | 232.5                     | 2٬802٫4                   |
| ساعات سطوع الشمس اليومية                                         | 6.5                       | 6.2                       | 6.5                       | 7.2                       | 7.7                       | 7.5                       | 7.3                       | 8.4                       | 8.7                       | 9.3                       | 9.2                       | 7.5                       | 7.7                       |
| المصدر #1: المنظمة العالمية للأرصاد الجوية                       |                           |                           |                           |                           |                           |                           |                           |                           |                           |                           |                           |                           |                           |
| المصدر #2: الأرصاد الجوية الألمانية (extremes, humidity and sun) |                           |                           |                           |                           |                           |                           |                           |                           |                           |                           |                           |                           |                           |

## مدن توأم
المدن التوأم:
- ريدجو إميليا
- أفيرو.